# Muzeum Lniarstwa im. Filipa de Girarda w Żyrardowie
Muzeum Lniarstwa im. Filipa de Girarda w Żyrardowie – muzeum dokumentujące tradycje lniarskie Żyrardowa. 

## Opis
Historia części eksponatów sięga początków XX wieku. W zbiorach placówki znajduje się kilkadziesiąt maszyn i urządzeń dawnych zakładów lniarskich, w tym najdłuższa w Polsce drukarka płaska do sitodruku. Zachowało się też ponad 600 wielkoformatowych szablonów sitodrukowych, co stanowi największą tego typu kolekcję na świecie.